# Olpium arabicum
Espèce
Olpium arabicum est une espèce de pseudoscorpions de la famille des Olpiidae.

## Distribution
Cette espèce est endémique du Yémen.

## Description
L'holotype mesure 3,5 mm.

## Étymologie
Son nom d'espèce lui a été donné en référence au lieu de sa découverte, l'Arabie.

## Publication originale
- Simon, 1890 : Études sur les Arachnides de l'Yemen. Annales de la Société Entomologique de France, sér. 6, vol. 10, p. 77-124 (texte intégral).